# Los Ilegales

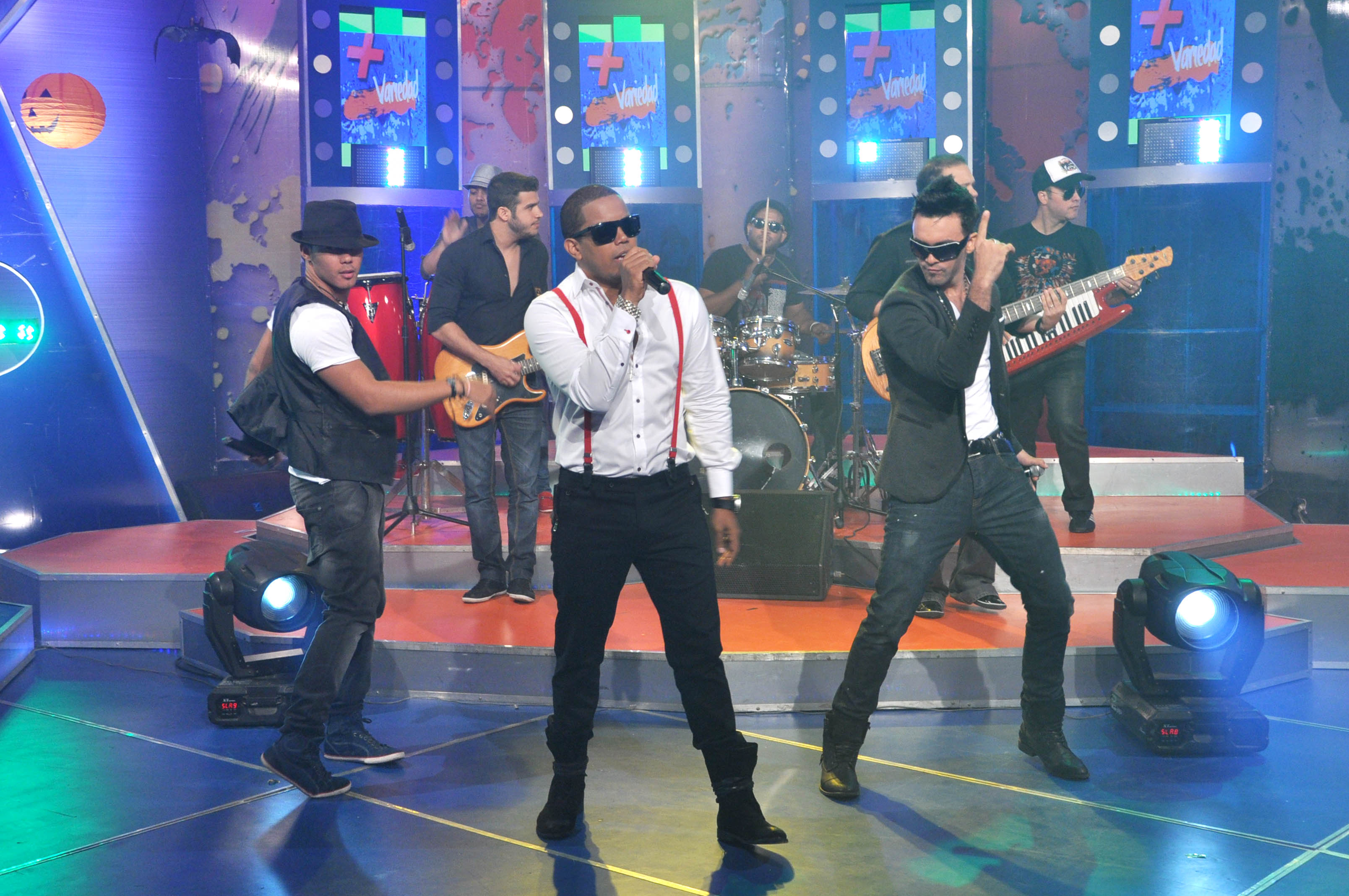
Los Ilegales

Los Ilegales ist eine der erfolgreichsten Bands der Musik-Genres Merengue und Merengue Hip Hop. Sie besteht aus den Musikern Vladimir Dotel, Víctor Waill, Manuel Tejada und Roger Sánchez.
Die Band stammt aus der Dominikanischen Republik, wo sie mit ihren Merengue-Stücken erfolgreich war. Mit Merengue Hip Hop|Merengue-Hip-Hop-Songs waren sie in ganz Amerika erfolgreich, besonders in Venezuela, Mexiko und Chile, aber auch in den Latin Clubs der Vereinigten Staaten. Auch in Europa, besonders in Spanien, waren ihre Titel oft zu hören.

## Diskografie

### Alben
- 1984: Agotados de esperar el fin
- 1995: Ilegales (enthält die Hits: „Morena“ und „Fiesta caliente“)
- 1997: Rebotando (enthält den Hit „El taqui taqui“)
- 1998: Ilegales en la mira
- 2000: On time
- 2002: Marca registrada
- 2003: La historia (2CD)
- 2007: La República
- 2009: Hecho en el patio
- 2011: Celebration
- 2013: El sonido
- 2015: La vida es fuego
- 2017: Mi vida entre las hormigas
- 2018: Lujuria y corazón
- 2022: La lucha por la vida
- 2024: Agotados de esperar el fin
- 2025: Joven y arrogante

### EPs
- 2018: Rebelión

### Singles
- 2007: La otra (feat. Alexandra)
- 2013: Chucuchá (US: Platin)